# آن ماري بلان (ممثل مسرحي)
آن ماري بلان (و. 1919 – 2009 م) هي ممثلة مسرحية، وممثلة أفلام سويسرية، ولدت في فيفي، توفيت في زيورخ، عن عمر يناهز 90 عاماً.

## وصلات خارجية
- آن ماري بلان على موقع IMDb (الإنجليزية)
- آن ماري بلان على موقع مونزينجر (الألمانية)
- آن ماري بلان على موقع ألو سيني (الفرنسية)
- آن ماري بلان على موقع ميوزك برينز (الإنجليزية)
- آن ماري بلان على موقع أول موفي (الإنجليزية)
- آن ماري بلان على موقع قاعدة بيانات الأفلام السويدية (السويدية)
- آن ماري بلان على موقع قاعدة بيانات الفيلم (الإنجليزية)
- آن ماري بلان على موقع كينوبويسك (الروسية)